# 디스크 확산 검사

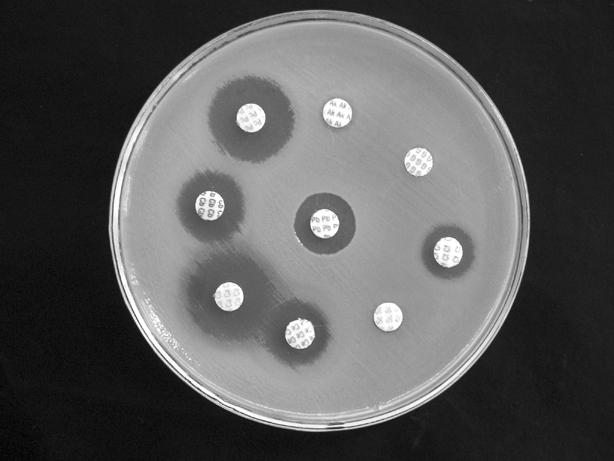
디스크 확산법을 이용하여 세균의 감수성을 검사하는 장면. 세균을 배지에 도말한 후 여러 종류의 항생제를 함유하는 작은 디스크를 올려두었다. 세균이 항생제에 감수성을 가질 경우 생장이 억제되고 원형의 억제 영역을 통해 알아낼 수 있다.

미생물학에서 디스크 확산법(Disk diffusion method) 또는 커비-바우어 검사(Kirby-Bauer test)는 세균의 항생제 감수성을 측정하는 방법(항생제 감수성 검사)의 하나다. 항생제가 포함된 디스크를 배지에 올려두면 디스크 주위로 항생제 성분이 농도 기울기를 형성하면서 확산한다. 세균이 항생제 감수성을 가질 경우, 항생제 성분이 특정 농도 이상인 부분에서 세균의 생장이 억제되어 고리 모양의 억제 영역을 관찰할 수 있다. 억제 영역의 지름을 측정하여 세균이 항생제에 어느 정도의 감수성을 가지는지 판별할 수 있다. 이 방법을 통해 적은 비용으로 여러 종류의 항생제에 대한 세균의 감수성을 알아낼 수 있다.

## 목적
세균에 의한 감염을 어떠한 항생제를 이용하여 치료할지를 결정하기 위해서는 그 세균의 특정 항생제에 대한 감수성을 알아야 한다. CLSI가 설정한 기준에 따르면, 항생제 감수성은 다음과 같이 크게 세 단계로 분류된다.
1. 감수성을 가짐(S, Susceptible)
2. 어느 정도 감수성을 가짐(I, Intermediate)
3. 내성을 가짐(R, Resistant)

표준화된 디스크 확산법을 이용하면 기준에 따라 항생제 감수성을 판별할 수 있다. 
| 항생제         | 성분량 | 억제반경(mm) | 억제반경(mm) | 억제반경(mm) |
| 항생제         | 성분량 | R ≤          | I            | S ≥          |
| -------------- | ------ | ------------ | ------------ | ------------ |
| 노보바이오신   | 30µg   | 17           | —            | 22           |
| 반코마이신     | 30µg   | 9            | —            | 12           |
| 겐타마이신     | 10µg   | 12           | —            | 15           |
| 시프로플록사신 | 5µg    | 15           | —            | 21           |
| 클린다마이신   | 2µg    | 15           | —            | 19           |

## 원리
항생제가 포함된 디스크를 배지에 올려두면 디스크 주위로 항생제 성분이 농도 기울기를 형성하면서 확산된다. 세균이 항생제 감수성을 가질 경우, 항생제 성분이 특정 농도 이상인 부분에서 세균의 생장이 억제되어 고리모양의 억제 영역을 관찰할 수 있다. 억제 영역의 지름을 측정하여 세균이 항생제에 어느 정도의 감수성을 가지는지 판별할 수 있다.

## 과정
세균의 감수성을 정량적으로 측정하고 다른 실험 결과와 비교하기 위해서는 일관된 기준이 필요하다. 정확하고 재현 가능한 실험을 위해 실험실에서는 Bauer와 Kirby가 표준화한 방법을 따라야 한다. Kirby-Bauer 검사의 과정은 다음과 같다.

### 세균 시료
액체배지를 0.5 McFarland 기준에 맞추어 희석한다. 이 농도는 1mL당 약 1억 5000만개의 세포가 있는 것과 비슷하다.

### 배지
배지는 100mm 또는 150mm 페트리 접시에 Mueller-Hinton 한천을 4mm 두께로 부어 제작한다. 한천의 산성도는 pH 7.2~7.4 내에 있어야 한다.

### 접종, 배양 및 관찰
다음 과정을 따른다.
1. 세균이 배양된 액체배지에 멸균한 면봉을 담근 후, 여분의 배지를 튜브의 벽을 눌러 제거한다.
2. 면봉으로 뮐러 힌튼 배지에 획선도말한다.
  - 배지 전체에 균일하게 미생물이 자라도록 한번에 배지 전체에 도말하고, 90° 회전하여 다시 도말한다. 모든 방향에서 이 과정을 반복한다.
3. 배지가 마르도록 5분동안 가만히 둔다.
4. 배지에 디스크를 올린다. 각 디스크 사이에 24mm정도의 간격을 둔다.
5. 배양기에서 37℃에서 18~24시간동안 배양한다.
6. 억제대의 지름을 mm단위로 측정한다.